# Janusz Kondrat
Janusz Kondrat (Środa Śląska, 3 giugno 1954) è un ex schermidore polacco, vincitore di una medaglia di bronzo ai campionati mondiali di scherma del 1979 nella sciabola a squadre.